# Meghan Ory
Meghan Ory (ur. 20 sierpnia 1982 w Victorii) – kanadyjska aktorka filmowa i telewizyjna.

## Życiorys[1]
Meghan Ory urodziła się w 1982 roku w kanadyjskim mieście Victoria, jako córka Bonnie i Nathana Ory. Jest szkockiego pochodzenia. Jako dziecko uczęszczała na zajęcia z jazdy konnej, śpiewu, gimnastyki i tańca. Ukończyła Royal Oak Middle School oraz Claremont Secondary School.
W 1999 roku zadebiutowała jako aktorka filmowa w filmie telewizyjnym Mroczne przywidzenia. Po tym debiucie zaczęła pojawiać się gościnnie w serialach telewizyjnych. W 2000 roku zagrała jedną z głównych ról w serialu Szkoła przetrwania, który zakończył się po pierwszym sezonie, jednak przyniósł aktorce rozgłos. W 2001 roku otrzymała główną rolę w Vampire High. Później zagrała w miniserialu Uczeń Merlina. Na planie serialu poznała swojego przyszłego męża Johna Reardona.
W 2010 roku wystąpiła w serialu Bez litości ze Stevenem Seagalem w roli głównej. Tego samego roku otrzymała angaż do serialu stacji ABC - Dawno, dawno temu. Aktorka wcieliła się w postać Ruby Lucas, a zarazem Czerwonego Kapturka. W pierwszym sezonie występowała gościnnie, natomiast w drugim grała regularnie. W 2012 roku wraz z mężem studiowała w Shakespeare at the Royal Academy of Dramatic Art w Londynie. Później ponownie wystąpiła w Dawno, dawno temu, lecz tylko epizodycznie.
Jest autorką książki The Chronicles of Girl Wars, w której opisuje życie uczennicy liceum.

## Filmografia[2]
- 1999: Mroczne przywidzenia (The Darklings, film telewizyjny)
- 1999: Kruk: Droga do nieba (The Crow: Stairway to Heaven, serial telewizyjny)
- 2000: Szkoła przetrwania (Higher Ground, serial telewizyjny)
- 2001–2002: Vampire High (serial telewizyjny)
- 2003: Do siedmiu razy sztuka (Lucky 7, film telewizyjny)
- 2003: W krzywym zwierciadle: Rodzinne święta (Thanksgiving Family Reunion, film telewizyjny)
- 2004: Przynęty (Decoys)
- 2006: Uczeń Merlina (Merlin’s Apprentice)
- 2006: John Tucker musi odejść (John Tucker Must Die)
- 2007: Głupia i głupsza (Blonde and Blonder)
- 2011–2012: Bez litości (True Justice, serial telewizyjny)
- 2011–2016: Dawno, dawno temu (Once Upon a Time, serial telewizyjny) jako Kapturek/Ruby
- 2014: Intelligence (serial telewizyjny)